# Sint-Johannes de Doperkerk (Wageningen)
De Sint-Johannes de Doperkerk, voluit de kerk van Sint-Johannes de Doper Geboorte en Verrijzenis des Heren is de rooms-katholieke kerk van Wageningen. De kerk uit 1925 is gelegen aan de Bergstraat en wordt in de volksmond ook wel Bergstraatkerk" genoemd. De kerk maakt deel uit van de parochie van de Heilige Titus Brandsma.

## Bouw
De kerk werd in 1924-1925 gebouwd naar ontwerp van de architect H.J. van der Heijden uit Hilversum. De kerk is ontworpen volgens een centraalbouw. In de kerk zijn diverse Byzantijnse vormen verwerkt. In 1925 werd de kerk ingewijd door mgr. H. van de Wetering, aartsbisschop van Utrecht. De kerk is gewijd aan Johannes de Doper, net als haar voorganger, de inmiddels protestantse Grote Kerk op het marktplein van Wageningen.

## Interieur
In de kerk bevinden zich zes beelden van de bekende Wageningse beeldhouwer August Falise (1875-1936). Ter gelegenheid van het 100-jarig bestaan van de Sint-Johannes de Doperkerk in Wageningen, werd in 2025 (tevens het jaar van de 150ste geboortedag van Falise) besloten de zes beelden extra in de schijnwerpers te zetten vanwege hun belangrijke culturele en artistieke betekenis voor de stad.

## Oorlogsschade
Vóór en tijdens de bezetting werd de 64,2 meter hoge toren van de Sint-Johannes de Doperkerk gebruikt door de gemeentelijke Luchtbeschermingsdienst. Op 7 april 1945 bliezen de Duitsers de toren op. De kerk werd voor driekwart verwoest.. Architect Jan van Dongen uit Apeldoorn leidde de herbouw van de kerk in de jaren 1949-1950. De hoge toren werd hierbij niet herbouwd. De kerk werd op feestelijke wijze opnieuw in gebruik genomen op 7 januari 1951.

## Fusie
In 1989 werd de andere rooms-katholieke kerk in Wageningen gesloten. Deze kerk uit 1966-1967 was gewijd aan de Verrijzenis des Heren. De Verrijzenisparochie ging op in de Sint-Johannes de Doperparochie. De officiële naam van de kerk is sedertdien de kerk van Sint-Johannes de Doper Geboorte en Verrijzenis des Heren. In de volksmond wordt zij echter de Sint-Johannes de Doperkerk genoemd. Het is sinds 2010 een geloofsgemeenschap van de Parochie H. Titus Brandsma.

## Bevrijdingsdag
De kerk is gelegen op zeer korte afstand van Hotel De Wereld, waar in mei 1945 de capitulatiebesprekingen plaatsvonden en de capitulatie van 5 mei. Ook het Nationaal Bevrijdingsmonument ligt er vlakbij. De kerk wordt jaarlijks op Bevrijdingsdag gebruikt voor een herdenkingsbijeenkomst voorafgaande aan het Bevrijdingsdefilé.

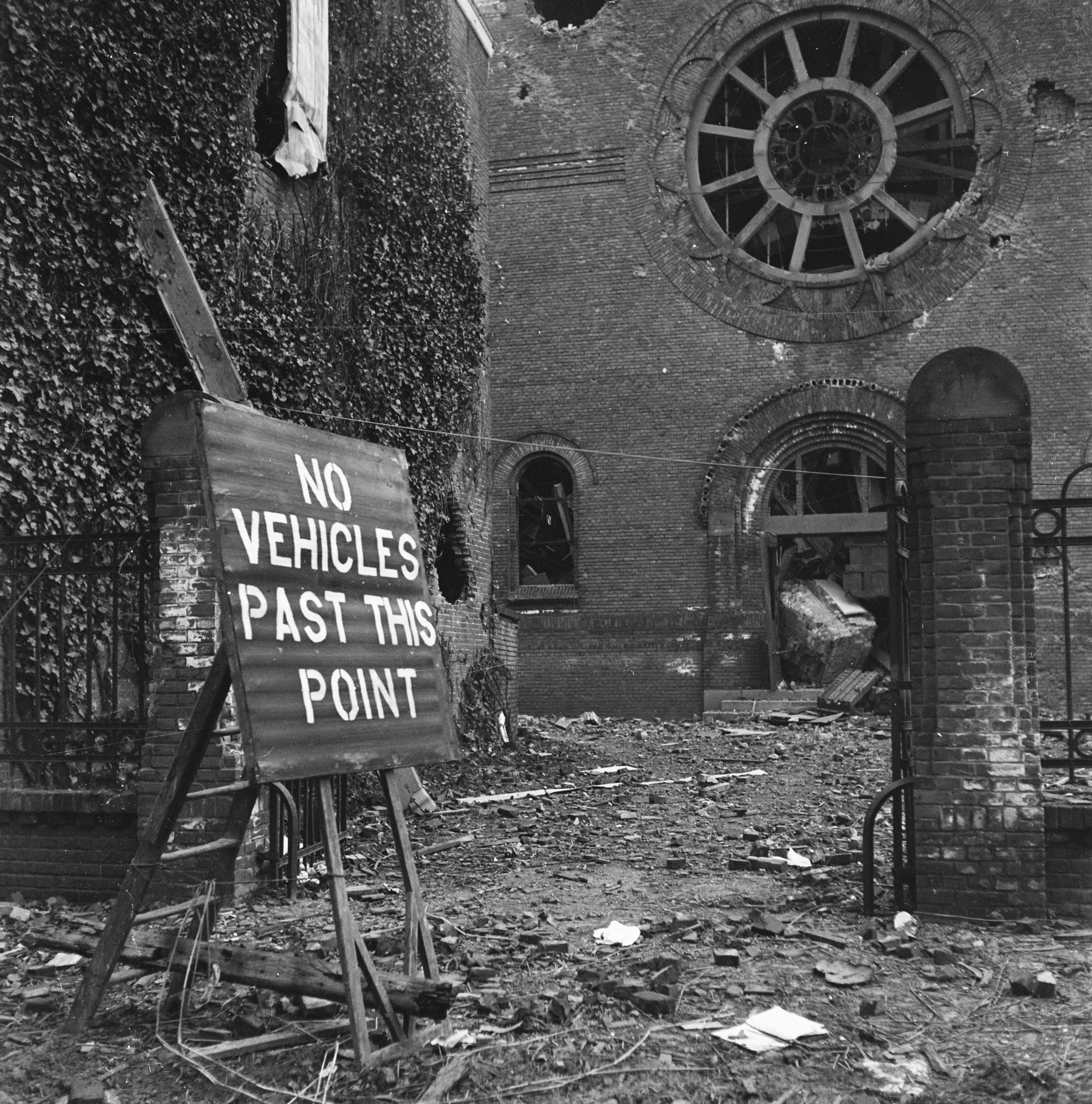
De verwoeste kerk in mei 1945
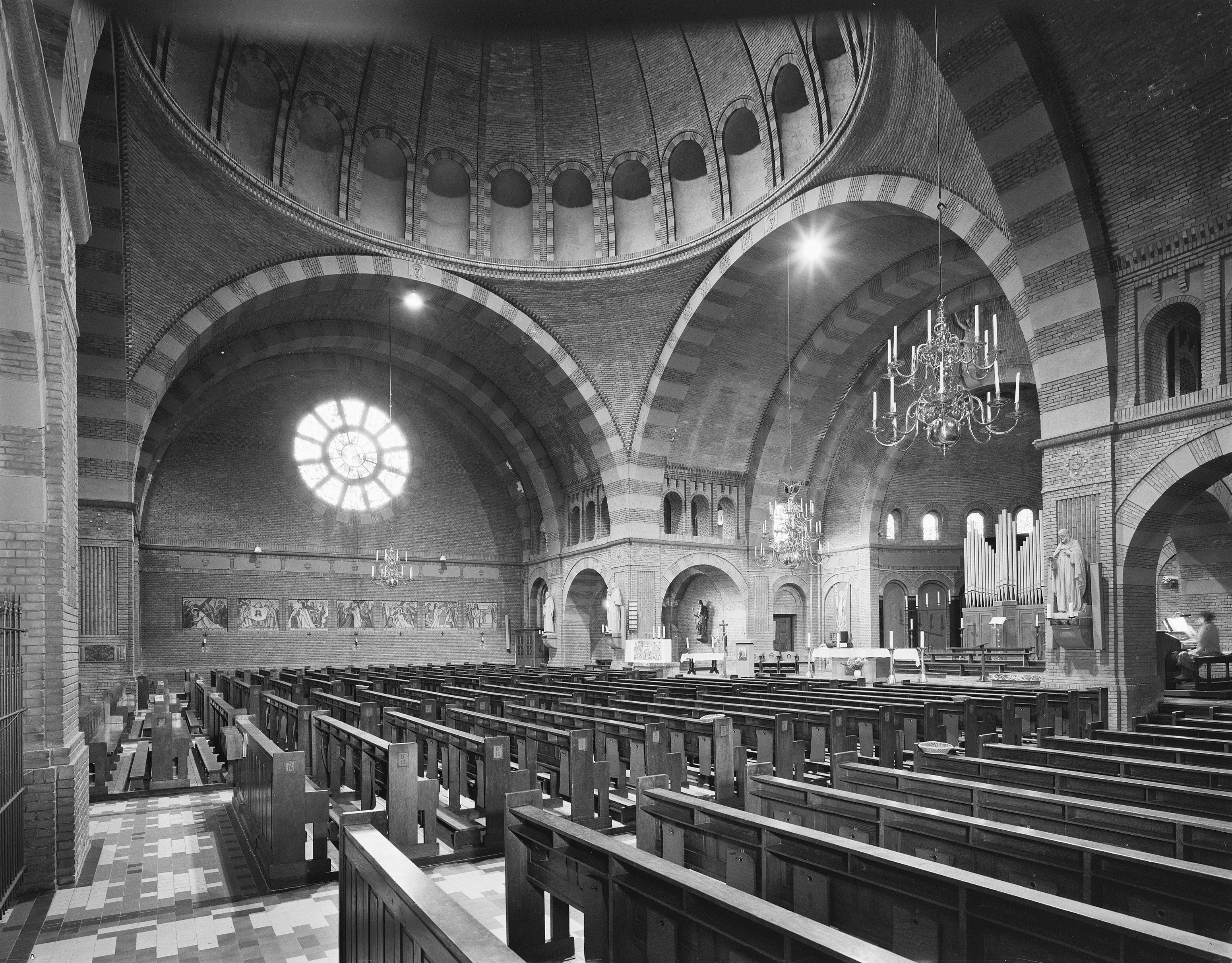
Interieur van de kerk (1989)
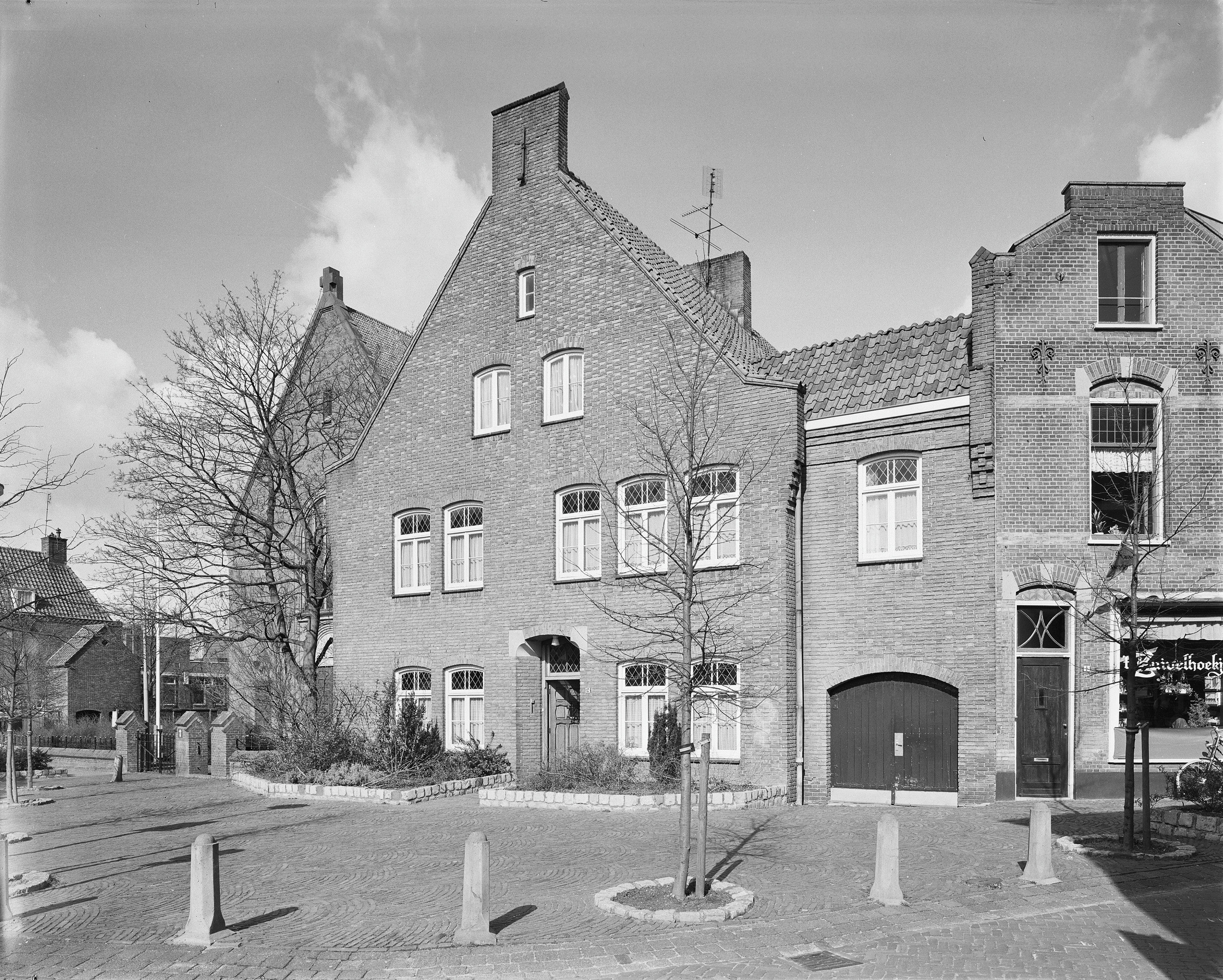
Naastgelegen pastorie (1989)